# Lamentação sobre o Cristo Morto (van Dyck, 1629)
A Lamentação sobre o Cristo Morto é uma pintura do pintor flamengo Anthony van Dyck, criada por volta de 1629. Está agora no Museu Real de Belas Artes de Antuérpia.